# Sistema de frenado de emergencia

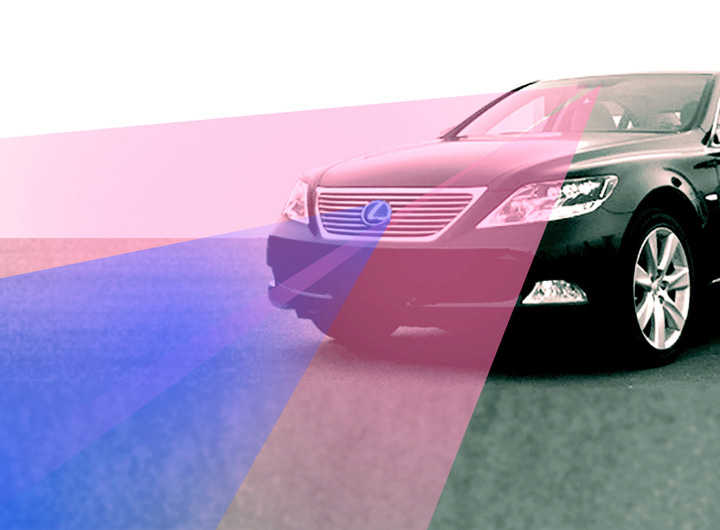
Sistema de frenado de emergencia multi-sensor: Radar (azul) y cámara estereoscópica (rojo)

Un sistema de frenado de emergencia o un sistema anticolisión es un sistema de asistencia al conductor preventivo para automóviles, que ante riesgo para el conductor advierte o ejecuta automáticamente una frenada a través de una frenada de emergencia (asistente de frenado). Esto debería evitar la colisión con un obstáculo o reducir la velocidad de choque. Un asistente de frenado puede apoyarse de otras medidas de seguridad.

## Función
Los vehículos con sistema de frenado de emergencia tienen por lo regular sensores para el análisis de distancias, aceleración, ángulo de giro, ángulo del volante y posición del pedal. De los valores de medición de estos sensores, la computadora de a bordo calcula si estos indican una situación de riesgo o si hay un estado de desplazamiento crítico. Los datos de algunos de los sensores también se utilizan para otros fines. Por ejemplo los ABS y control de estabilidad (también llamado ESP o ESC) utilizan los datos de los sensores en las ruedas.
Muchos asistentes de frenado le advierten al conductor, por ejemplo, por muy poca separación del vehículo de enfrente, antes de reducir automáticamente el suministro de combustible y frenar.

## Denominación
Estos sistemas se denominan de manera distinta dependiendo del fabricante o proveedor de automóviles:
- Audi: pre sense.[2]
- BMW: intelligent brake (iBrake).
- Bosch: Predictive Safety System (PSS).
- Daimler: Pre-Safe Bremse/Break.
- Ford: Active City Stop.
- Honda: Collision Mitigation Brake System.
- Volkswagen: Front Assist (llamado igual por SEAT y Škoda).
- Volvo: City Safety.

## Advertencia de colisión frontal

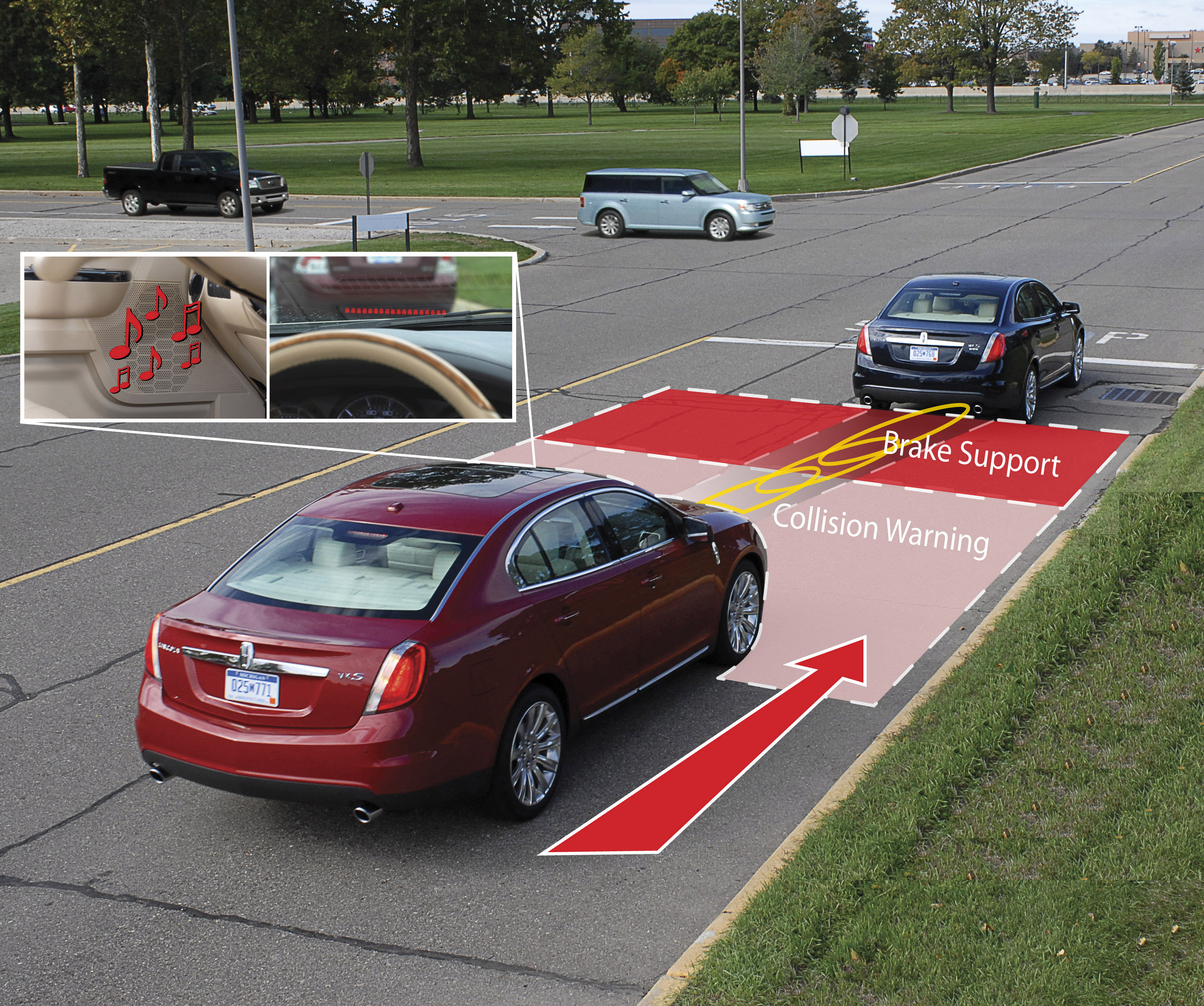
Advertencia de colisión

Un sistema de advertencia de colisión reconoce la separación por medio de cámara o con sensores de radar o Lidar, así como también la diferencia de velocidad, con respecto a otros vehículos u obstáculos y le advierte al conductor ante el riesgo de una colisión. Un sistema de advertencia de colisión no influye en la acción de frenado de un automóvil. Este sistema de presentó por primera vez en países como Alemania en el año 2003.

## Asistente de frenado

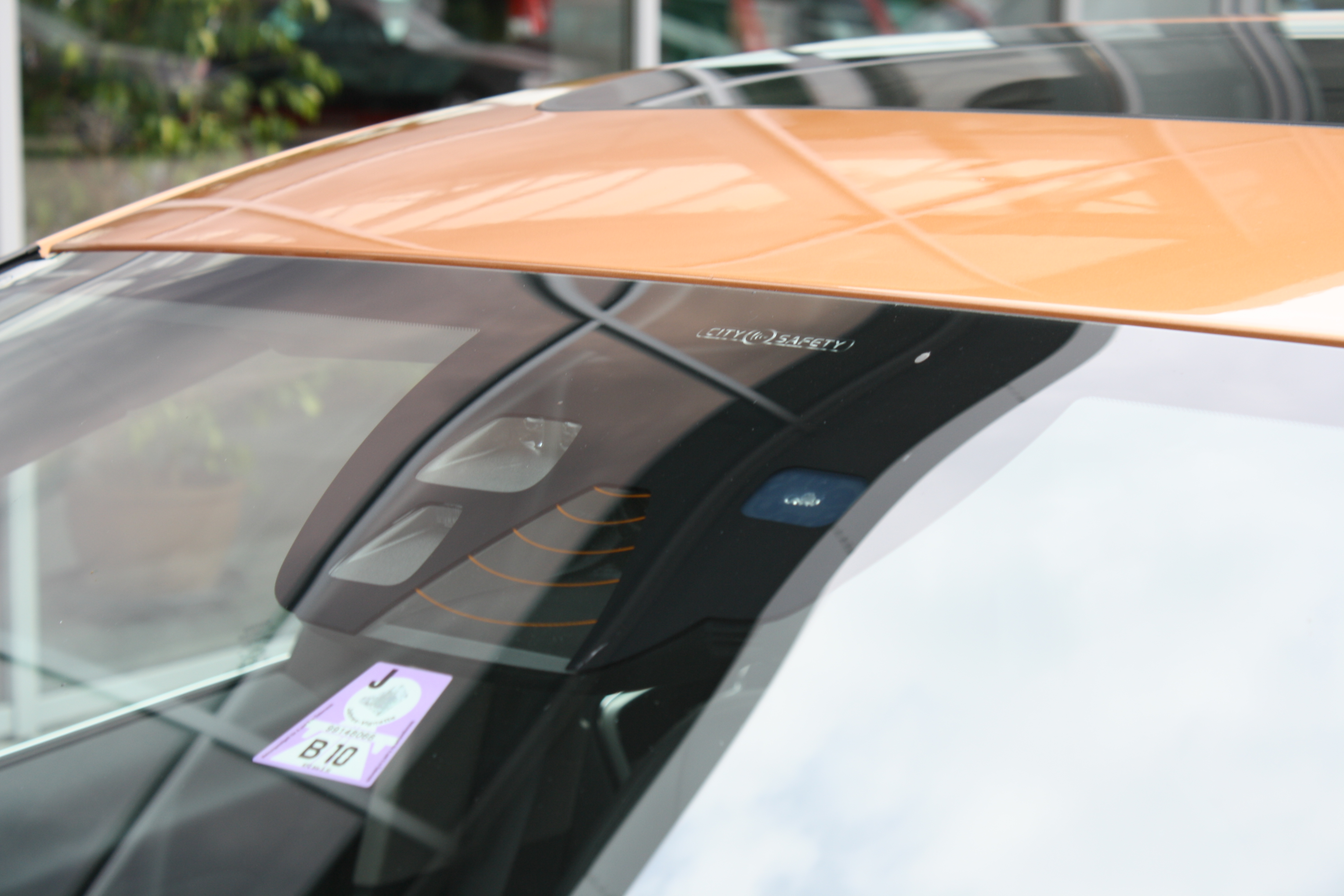
Sistema de cámara de un asistente de frenado en un Volvo S60

En un asistente de frenado los sensores monitorean el entorno y avisan al conductor antes de que ocurran situaciones críticas, para darle oportunidad de reaccionar. Si el sistema detecta que una colisión es inevitable, calcula que tan fuerte debe frenar el vehículo para evitar el impacto. Si el conductor frena, el sistema refuerza la presión de frenado en la medida correspondiente.
A velocidades más reducidas, por ejemplo durante el tráfico citadino, los asistentes de frenado reconocen vehículos adelante en movimiento o estacionarios y preparan al sistema de freno automáticamente para un frenado de emergencia. Si el conductor no reaccionase a la situación, el asiste de frenado puede activar los frenos, de manera que se puede evitar completamente el choque. En caso de que una colisión sea inevitable, el asistente de frenado al menos disminuye la fuerza del impacto y con ello también el riesgo de lesiones para los pasajeros del vehículo involucrado.
Muchos sistemas nuevos no reaccionan únicamente a otros vehículos, sino también a otros usuarios de los caminos como peatones o ciclistas. Así se evitan o se debilitan las colisiones frontales y se incrementa sustancialmente la seguridad para transeúntes y ciclistas.
Frecuentemente aquí se combina con una cámara mejor con sensores para las posiciones del pedal. El sistema está entonces en la posición de estimar mejor el comportamiento del conductor de acuerdo con la situación y para apoyar a los conductores en la superación de las situaciones más difíciles. Por ejemplo, el sistema de frenado de emergencia reconoce una situación crítica de emergencia con base a una liberación rápida del pedal de aceleración y un accionamiento con fuerza del pedal de freno, de manera que desarrolla rápidamente la presión de frenado completa, que es necesaria para una demora máxima. Adicionalmente se pueden adoptar medidas adicionales al sistema para la seguridad de los pasajeros.

## Frenado autónomo de emergencia

„Adaptive Cruise Control“ para el „Active Brake Assist“

Un frenado autónomo en caso de emergencia es una evolución del sistema de frenado. También en él están disponibles la mayoría de los sensores del asistente de frenado de emergencia. Por ejemplo, para un reconocimiento más seguro de la distancia al coche de adelante y su respectiva velocidad se monta normalmente un sensor de radar, que no está disponible para sistemas más sencillos. La validez de la predicción permite una reversión de la iniciativa: El conductor no tiene que provocar la activación del sistema como en un asistente de frenado de emergencia, sino que el conductor puede anular el sistema. Si el conductor no realiza ninguna acción, el sistema se activa independientemente y frena el vehículo.
Cuando se reconoce una situación crítica, por ejemplo debido a un cambio repentino en la separación con el coche de delante y el riesgo de un choque por alcance, el conductor es avisado en una primera etapa de manera visual y acústica. Si el conductor no reacciona a eso, el sistema dirige entonces una reducción de la velocidad de marcha significativa (frenado parcial). Si la distancia calculada se vuelve mínima y el conductor sigue aún sin reaccionar, se lleva a cabo un frenado total para evitar el choque con un obstáculo o al menos minimizar el impacto del choque. Si se reconoce tardíamente el obstáculo o el vehículo delantero en el sistema, por ejemplo, debido a ir conduciendo sobre una elevación, el sistema puede adoptar inmediatamente un frenado parcial o total, sin advertirle previamente al conductor. Estas medidas se complementan de medidas adicionales para la seguridad de los pasajeros. En Alemania se presentó dicho sistema por primera vez en el año 2006.

## Frenos multicolisión
Si se detecta un accidente a través de la unidad de control de las bolsas de aire y el vehículo sigue avanzando después de eso, los frenos multicolisión activan un frenado del vehículo con 0,6 g para evitar colisiones subsecuentes o al menos reducir lo más posible la energía cinética del vehículo. Además el aparato de control de bolsas de aire puede, en función del sistema, tomar en cuenta sensores adicionales del vehículo, como los sensores de ruido o presión de las puertas, para la decisión sobre la activación de los frenos multicolisión. 

## Sistema de protección de los ocupantes
Un sistema de protección de los ocupantes reconoce situaciones potencialmente peligrosas como obstáculos, sobrevirajes o subvirajes fuertes o una separación demasiado corta. Para eso reacciona mediante su preparación antes del posible caso de emergencia tensionando los cinturones de seguridad, llevando los asientos a una posición recta óptima así como cerrando las ventanas y el techo corredizo. En función del equipamiento del vehículo también puede colocar los reposacabezas abatibles o sistemas de masaje en posición para poder emplear un mejor agarre.